# Bârsana (okręg Marmarosz)
Bârsana – wieś w Rumunii, w okręgu Marmarosz, w gminie Bârsana. W 2011 roku liczyła 3802 mieszkańców.